# Filip Uremović
Filip Uremović (Požega, 11. veljače 1997.) hrvatski je nogometaš i reprezentativac koji igra na poziciji braniča. Trenutačno igra za japanski klub Kawasaki Frontale.

## Klupska karijera
Dana 17. srpnja 2016., Uremović je upisao prvi seniorski nastup za Cibaliju u ligaškoj utakmici protiv Hajduka.
Dana 4. lipnja 2018., potpisao je četverogodišnji ugovor s ruskim proligašem kazanjskim Rubinom.

## Reprezentativna karijera
Nastupao je za mlađe selekcije hrvatske reprezentacije. Dana 27. kolovoza 2020., izbornik Zlatko Dalić ga je uvrstio na popis igrača za rujanske obračune u Ligi nacija protiv Portugala i Francuske. Svoj prvi nastup za reprezentaciju upisao je 8. rujna 2020. protiv Francuske u Ligi nacija.

## Vanjske poveznice
- Profil, Hrvatski nogometni savez
- Profil, Soccerway (engl.)
- Profil, Transfermarkt (engl.)